# تنامر (القبيطة)

تعديل مصدري - تعديل

تنامر هي إحدى قرى عزلة كرش بمديرية القبيطة التابعة لمحافظة لحج، بلغ تعداد سكانها 330 نسمة حسب تعداد اليمن لعام 2004.